# Группа 24
«Гру́ппа 24» (тадж. Ҳаракати сиёсии «Гурӯҳи 24») — политическое движение, созданное в 2012 году в Москве таджикским предпринимателем и оппозиционером Умарали Кувватовым, который был убит 5 марта 2015 года в Стамбуле.
Движение было основано в Москве, после Хорогских событий летом 2012 года таджикским предпринимателем и впоследствии оппозиционером Умарали Кувватовым, когда он эмигрировал из Таджикистана в столицу России. Кувватов заявлял что вынужденно покинул Таджикистан из-за преследований со стороны властей. После основания движения, вёл из Москвы интернет радио и видеоконференции, критикуя в своих выступлениях правительство и руководство Таджикистана, обвиняя их в коррупции, непотизме, в авторитарной и некорректной политике, преследовании инакомыслящих, в подавлении свободы слова, вёл беседы о экономической и политической жизни Таджикистана.
Основными своими задачами и целями движение считает изменение состава правительства Таджикистана, освобождение всех политических заключённых в стране, соблюдение прав и свобод человека, отмене закона о «Лидере Нации», создание на территории Таджикистана демократической страны, искоренение коррупции и стимулирование развития экономики Таджикистана.
Движение «Группа 24» признано Верховным судом Республики Таджикистан экстремистским и запрещено на территории Таджикистана в октябре 2014 года.
Большинство лидеров и членов движения проживают за пределами Таджикистана, в основном в странах Европейского союза, таких как Германия, Австрия, Польша, Чехия, Испания, Франция, Великобритания, Норвегия и Швеция. Также часть членов и сторонников движения пребывают в Турции, США, Канаде и России.
В декабре 2012 года лидер движения Умарали Кувватов был задержан в международном аэропорту Дубая по запросу Таджикистана. Оппозиционер собирался вылететь в Брюссель. Правоохранительными органами Таджикистана к нему были предъявлены обвинения в мошенничестве в особо крупном размере, захвате заложников и присвоении имущества. Был освобождён из дубайской тюрьмы в августе 2013 года.
После освобождения, сразу несколькими странами было предложено Кувватову политическое убежище. Оппозиционер переехал в Турцию. Впоследствии был несколько раз задержан и освобождён правоохранительными органами Турции.

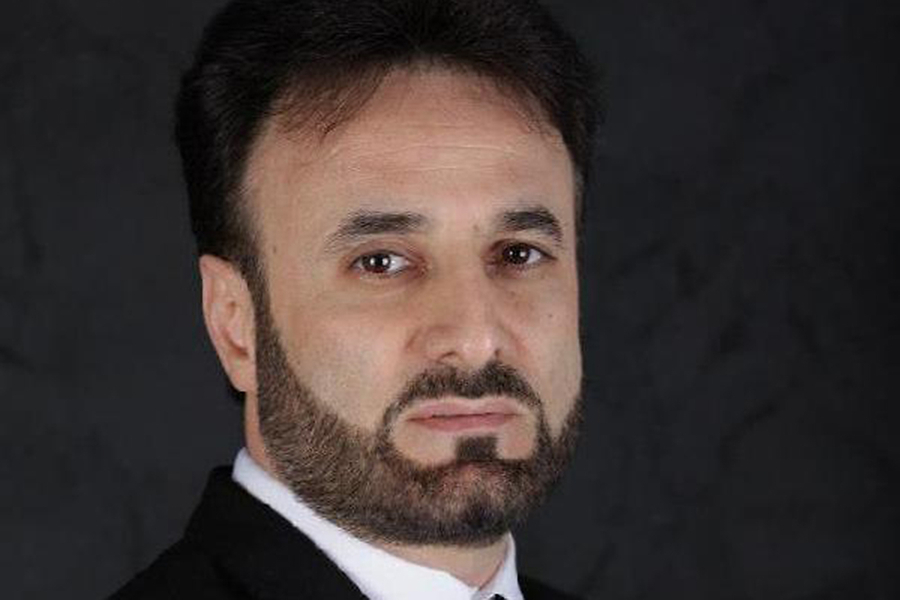
Основатель и первый лидер движения «Группа 24» — Умарали Кувватов.

В сентябре 2014 года «Группа 24» заявила что намерена вывести людей на митинг в Душанбе. Акции протеста должны были состояться 10 октября, в центральной части города Душанбе, на площади Исмаила Самани. Перед митингом, некоторые мигранты из Таджикистана провели несколько многолюдных собраний в различных городах России. 10 октября президент Таджикистана Эмомали Рахмон находился на саммите стран СНГ в Минске.
С 8 октября через мобильные операторы Таджикистана стало невозможным отправлять смс-сообщения. Некоторые мобильные операторы на территории страны заявили что услуга отключена из-за технических проблем. Между тем, на севере Таджикистана был полностью отключен интернет, а в остальных регионах страны, в том числе в Душанбе интернет стал медленным, были заблокированы популярные среди таджикистанцев социальные сети, такие как Facebook, Odnoklassniki, Vkontakte, такие сайты как Википедия, Amazon.com, сервисы Mail.ru, Lenta.ru, CA-News, другие сайты, ряд прокси-сайтов и анонимайзеров.
9 октября 2014 года деятельность движения «Группа 24» была признана экстремистской и запрещена на территории Таджикистана Верховным судом Республики Таджикистан.
19 декабре 2014 года лидер движения Умарали Кувватов был снова задержан в Турции вместе с Сухроб Зафаром и Хусейном Ашуровым правоохранительными органами этой страны по запросу Таджикистана, но вскоре был освобождён. 5 марта 2015 года Умарали Кувватов был убит в Стамбуле выстрелом в голову на глазах его жены и несовершеннолетних детей. Оппозиционер был похоронен на стамбульском кладбище Килёс.
Убийство Умарали Кувватова произошло через два дня после того, как суд Таджикистана приговорил еще одного члена движения «Группы 24» к 17 годам лишения свободы за попытку захватить власть и за оскорбление президента. До этого и впоследствии ряд членов движения, и люди, выражавшие симпатии к движению были арестованы и некоторые осуждены на длительные сроки тюремного заключения. После смерти Кувватова, новой главой движения был избран Шарофиддин Гадоев.
Некоторые граждане были заключены в тюрьму в Таджикистане по подозрению в сотрудничестве с движением, получив наказание от 16,5 до 17,5 лет лишения свободы. В апреле того же года, еще два человека были лишены свободы на 3,5 и 3 года соответственно по обвинению в организации деятельности движения «Группа 24» на территории Таджикистана. Также в разные периоды многие члены и сторонники «Группы 24» были задержаны в России, Белоруссии, Молдавии и в других странах по запросу Таджикистана, но многие были освобождены и не экстрадированы в Таджикистан, некоторые активисты и члены движения были похищены на территории России и тайно вывезены в Таджикистан, а там заключены в длительные тюремные сроки
В феврале 2016 года за убийство Умарали Кувватова стамбульским городским судом был приговорён к пожизненному заключению гражданин Таджикистана Сулаймон Каюмов. Четверо других подозреваемых в убийстве граждане Таджикистана успели покинуть территорию Турции.
В январе 2016 года движения провело ежегодное совещание. Новым лидером движения был избран Сухроб Зафар, заместителем руководителя был избран Хусейн Ашуров.

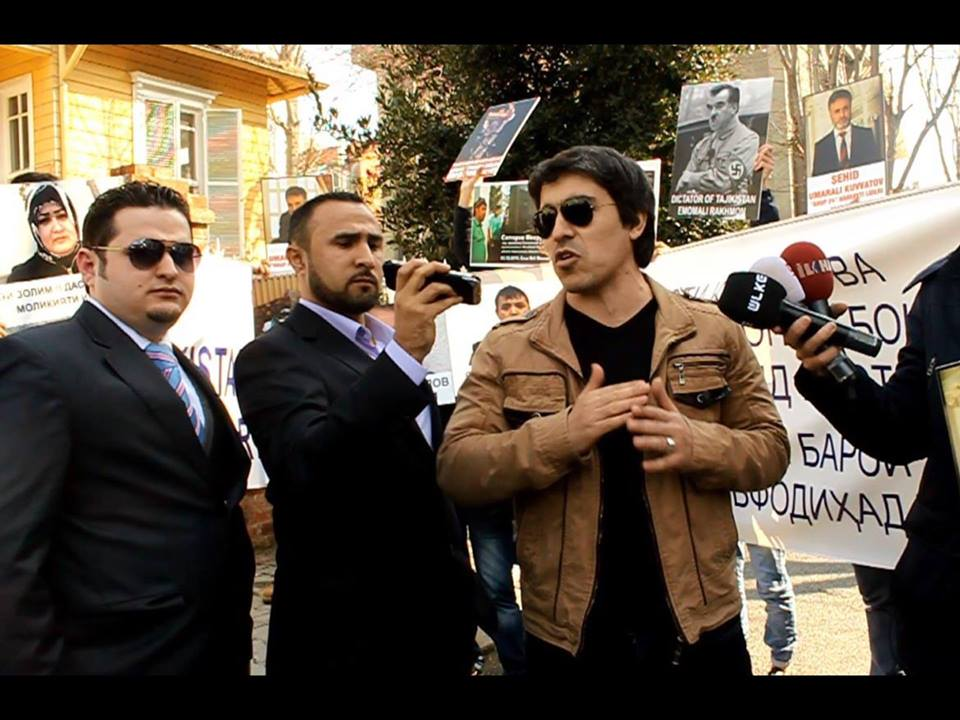
Справа налево: руководители движения: Сухроб Зафар, Хусейн Ашуров и Нуриддин Ризои во время одного из митингов движения.

В первой половине 2016 года активисты движения совместно с движением «Молодёжь за возрождение Таджикистана» провели серии пикетов и митингов против политики Эмомали Рахмона в разных странах. Активисты движения размещали в интернете ряд видео-обращений на тему о ситуации в Таджикистане, изменении нынешней конституции и на другие темы. В июне движение намеревалось провести акции протеста в Москве, но за два дня до митинга, властями города было аннулировано разрешение на проведение митинга. В июле и августе 2016 года движение организовало турне своих представителей в страны Европейского союза с целью проведения ряда встреч с представителями миграционных служб и правозащитных организаций. Тогда же движение открыло собственный официальный веб-сайт — guruhi24.net.
В сентябре 2016 года движение «Группа 24» приняло участие в ежегодной конференции ОБСЕ по правам человека в Варшаве. Движение на конференции представляли десять представителей под руководством заместителя главы движения Хусейна Ашурова. Ряд представителей движения выступили с докладами о ситуации с правами человека в Таджикистане. В ноябре того же года представители движения участвовали в конференции по человеческому измерению в столице Австрии Вене и выступили с докладами перед участниками конференции.
В декабре 2016 года в столице Чехии Праге активистами движения была проведена акция протеста под названием «Тёплый приём Рахмонова» в связи с официальным визитом президента Таджикистана Эмомали Рахмона в Чехию. В конце декабря того же года был проведён митинг сторонников движения в Санкт-Петербурге, возле здания проведения заседания глав-государств ОДКБ. Участники митинга были задержаны российскими правоохранительными органами и отпущены в тот же день.
Лидер Группы 24 Сухроб Зафар и активист этого движения Насим Шарипов были задержаны со стороны Турецкой полиции в Стамбуле 19.03.2018 года по запросу правоохранительных органов Таджикистана, которые добиваются экстрадиции оппозиционеров на родину. 29 мая 2018 года Насим Шарипов был освобожден из СИЗО, а Сухроб Зафар был освобожден турецким судом 04.10.2018, который отклонил требование властей Таджикистана о его экстрадиции
17 апреля 2019 года активисты «Группа 24» провели акцию протеста у стен Кремля против визита президента Таджикистана Эмомали Рахмона в Москву.
5 ноября 2019 года активисты движения «Группа 24» организовали акцию протеста в городе Берн Швейцарии против визита президента Таджикистана Эмомали Рахмона.
7 ноября 2019 года во время визита Рахмона во Францию произошла драка между охранниками таджикского президента и оппозиционерами из «Группы 24» возле места закрытого обеда в честь визита Эмомали Рахмона со стороны совета сотрудничества «Франция-Таджикистан». Драка была прекращена после вмешательства французской полиции.